# Rio Blăgești (Bistrița)
O Rio Blăgeşti é um rio da Romênia afluente do Rio Bistriţa, localizado no distrito de Bacău.